# Trachytrema castaneum
Trachytrema castaneum là một loài nhện trong họ Trochanteriidae. Loài này phân bố ở Tây Úc.